# Jagiellonia Białystok w sezonie 1951

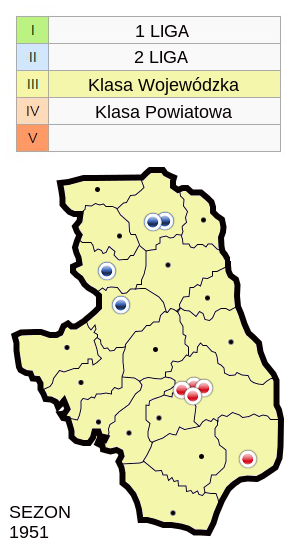
BOZPN - Zespoły występujące w Klasie Wojewódzkiej w sezonie 1951

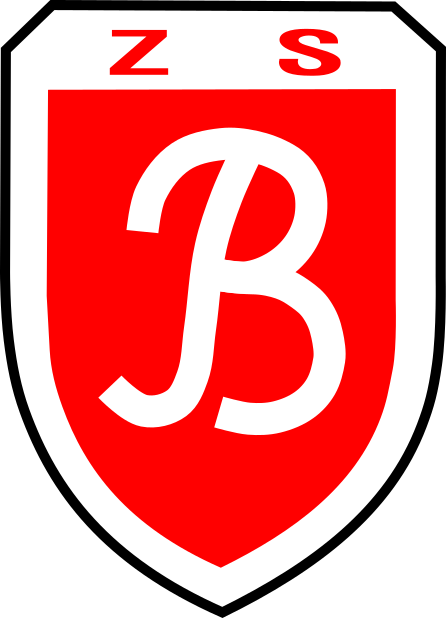
Budowlani Białystok 1948-1957

Budowlani Białystok przystąpili do rozgrywek okręgowej klasy wojewódzkiej (dawnej klasy A) Białostockiego OZPN.
Drużyna Związkowca przed sezonem została rozwiązana, a jej sekcję piłki nożnej przejęła drużyna Budowlanych Białystok, występująca wcześniej w B klasie.

## III poziom rozgrywkowy
Drużyna Budowlanych zwyciężyła rozgrywki klasy wojewódzkiej, przegrała wszystkie mecze w eliminacjach o II ligę.

## Tabela Klasy Wojewódzkiej (dawna klasa A) Białostocki OZPN
GRUPA I
| Lp. | Drużyna                | M | Z | R | P | Bramki | Bramki | Różn. | Pkt. | Uwagi       |
| --- | ---------------------- | - | - | - | - | ------ | ------ | ----- | ---- | ----------- |
| 1   | Budowlani Białystok    | 7 | 7 | 0 | 0 | 34     | 4      | +30   | 14   | Baraż       |
| 2   | Kolejarz Białystok (b) | 7 | 4 | 0 | 3 | 26     | 22     | +4    | 8    |             |
| 3   | Ogniwo Białystok (b)   | 5 | 2 | 0 | 3 | 10     | 14     | -4    | 4    |             |
| 4   | Unia Hajnówka          | 6 | 2 | 0 | 4 | 10     | 17     | -7    | 4    |             |
| 5   | Kolejarz Starosielce   | 5 | 0 | 0 | 5 | 2      | 25     | -23   | 0    | Spadek kl.B |

- Tabela niekompletna z powodu braku wyników kilku meczów.
- Spadek do klasy B Kolejarz Starosielce.
- Awansowały: Gwardia II Białystok, Włókniarz Białystok, Budowlani Sokółka, Spójnia Białystok, Włókniarz Wasilków.

GRUPA II
| Lp. | Drużyna               | M | Z | R | P | Bramki | Bramki | Różn. | Pkt. | Uwagi |
| --- | --------------------- | - | - | - | - | ------ | ------ | ----- | ---- | ----- |
| 1   | Budowlani Suwałki (b) | 5 | 4 | 0 | 1 | 21     | 8      | +13   | 8    | Baraż |
| 2   | Kolejarz Ełk          | 4 | 3 | 1 | 0 | 17     | 7      | +10   | 7    |       |
| 3   | Budowlani Grajewo (b) | 3 | 0 | 1 | 2 | 5      | 14     | -9    | 1    |       |
| 4   | WKS Wigry Suwałki     | 4 | 0 | 0 | 4 | 5      | 19     | -14   | 0    |       |

- Tabela niekompletna z powodu braku wyników kilku meczów.
- Nikt nie spadł do klasy B, awansowały: Spójnia Suwałki, Spójnia Olecko, Budowlani Olecko, Spójnia Augustów.

Baraż - mecz o awans do eliminacji o II ligę

Budowlani Białystok: Budowlani Suwałki 4 : 1 (d), 3 : 1 (w).
OSTATECZNA KLASYFIKACJA
| Lp. | Drużyna                             | Opis             |
| --- | ----------------------------------- | ---------------- |
| 1   | Budowlani Białystok                 | Elim. do II ligi |
| 2   | Budowlani Suwałki                   |                  |
| 3-4 | Kolejarz Białystok, Kolejarz Ełk    |                  |
| 5-6 | Ogniwo Białystok, Budowlani Grajewo |                  |
| 7-8 | Unia Hajnówka, WKS Wigry Suwałki    |                  |
| 9   | Kolejarz Starosielce                | Spadek kl.B      |

- W przyszłym sezonie zostaną utworzone 4 grupy klasy wojewódzkiej, do których awansowały: Budowlani Bielsk Podlaski, Spójnia Ełk, Kolejarz Łapy, Kolejarz Hajnówka, LZS Szczuczyn, WKS Gołdap.

## Eliminacje o awans do II ligi
1 Runda
| Lp. | Drużyna               | M  | Z    | R    | P    | Bramki | Bramki | Różn. | Pkt. | Uwagi |
| --- | --------------------- | -- | ---- | ---- | ---- | ------ | ------ | ----- | ---- | ----- |
| 1   | CWKS II Warszawa      | 10 | b.d. | b.d. | b.d. | 46     | 19     | +27   | 16   |       |
| 2   | Spójnia Tomaszów Maz. | 10 | b.d. | b.d. | b.d. | 36     | 12     | +24   | 14   |       |
| 3   | Budowlani II Łódź     | 10 | b.d. | b.d. | b.d. | 29     | 19     | +10   | 12   |       |
| 4   | Kolejarz Pruszków     | 10 | b.d. | b.d. | b.d. | 23     | 21     | +2    | 9    |       |
| 5   | Gwardia Olsztyn       | 10 | b.d. | b.d. | b.d. | 17     | 22     | -5    | 9    |       |
| 6   | Budowlani Białystok   | 10 | b.d. | b.d. | b.d. | 12     | 70     | -58   | 0    |       |

2 runda

Bezpośredni dwumecz ostatniej drużyny II ligi z zespołem Budowlanych.

30 marca 1952r. - Gwardia Białystok: Budowlani Białystok 4 : 0 (1500 widzów); 3 : 0(vo)

## Mecze
| Mecze i wyniki | Mecze i wyniki       | Mecze i wyniki          | Mecze i wyniki | Mecze i wyniki | Mecze i wyniki        | Mecze i wyniki | Mecze i wyniki  | Poz w lidze. | Poz w lidze. | Poz w lidze. |
| Lp. | Data                 | Rozgrywki               | F.             | D/W            | Przeciwnik            | Wynik          | Strzelcy bramek | M.           | P.           | Br.          |
| --- | -------------------- | ----------------------- | -------------- | -------------- | --------------------- | -------------- | --------------- | ------------ | ------------ | ------------ |
| 1 185 |                      | Klasa Woj. - 1 kol.     | -              |                |                       | zw.            |                 |              |              |              |
| 2 186 |                      | Klasa Woj. - 2 kol.     | -              |                |                       | zw.            |                 |              |              |              |
| 3 187 |                      | Klasa Woj. - 3 kol.     | -              |                |                       | zw.            |                 |              |              |              |
| 4 188 |                      | Klasa Woj. - 4 kol.     | -              |                |                       | zw.            |                 |              |              |              |
| 5 189 |                      | Klasa Woj. - 5 kol.     | -              |                |                       | zw.            |                 |              |              |              |
| 6 190 |                      | Klasa Woj. - 6 kol.     | -              |                |                       | zw.            |                 |              |              |              |
| 7 191 |                      | Klasa Woj. - 7 kol.     | -              |                |                       | zw.            |                 |              |              |              |
| 8 192 |                      | Klasa Woj. - 8 kol.     | -              |                |                       | zw.            |                 |              |              |              |
| 9 | ?.?.1951 Białystok   | Baraż o 1m.             | -              | D              | Budowlani Suwałki     | 4:1            |                 | 1            | 2            | 4:1          |
| 10 | ?.?.1951 Suwałki     | Baraż o 1m.             | -              | W              | Budowlani Suwałki     | 1:3            |                 | 1            | 4            | 7:2          |
| 11 | ?.?.1951 Białystok   | El. o II ligę - 1 kol.  | -              | D              | CWKS II Warszawa      | 0:9            |                 | 6            | 0            | 0:9          |
| 12 | ?.?.1951 Pruszków    | El. o II ligę - 2 kol.  | -              | W              | Kolejarz Pruszków     | 3:1            |                 | 6            | 0            | 1:12         |
| 13 | ?.?.1951 Białystok   | El. o II ligę - 3 kol.  | -              | D              | Włókniarz II Łódź     | 3:6            |                 | 6            | 0            | 4:18         |
| 14 | ?.?.1951 Białystok   | El. o II ligę - 4 kol.  | -              | D              | Gwardia Olsztyn       | 1:2            |                 | 6            | 0            | 5:20         |
| 15 | ?.?.1951 Tomaszów M. | El. o II ligę - 5 kol.  | -              | W              | Spójnia Tomaszów Maz. | 7:0            |                 | 6            | 0            | 5:27         |
| 16 | ?.?.1951 Warszawa    | El. o II ligę - 6 kol.  | -              | W              | CWKS II Warszawa      | 18:0           |                 | 6            | 0            | 5:45         |
| 17 | 2.09.1951 Białystok  | El. o II ligę - 7 kol.  | -              | D              | Kolejarz Pruszków     | 2:4            |                 | 6            | 0            | 7:49         |
| 18 | ?.?.1951 Łódź        | El. o II ligę - 8 kol.  | -              | W              | Włókniarz II Łódź     | 7:3            |                 | 6            | 0            | 10:56        |
| 19 | ?.?.1951 Olsztyn     | El. o II ligę - 9 kol.  | -              | W              | Gwardia Olsztyn       | 3:1            |                 | 6            | 0            | 11:59        |
| 20 | 23.09.1951 Białystok | El. o II ligę - 10 kol. | -              | D              | Spójnia Tomaszów Maz. | 1:9            |                 | 6            | 0            | 12:70        |
| 21 | 30.09.1951 Białystok | Puchar WKKF 1r.         | -              | D              | Włókniarz Białystok   | zw.            |                 | awans        | awans        | awans        |
| 22 | 7.10.1951 Białystok  | Puchar WKKF 2r.         | -              | D              | Kolejarz Białystok    | 6:2            |                 | awans        | awans        | awans        |
| 23 | 14.10.1951 Białystok | Puchar WKKF 3r.         | -              | D              | Kolejarz Ełk          | 2:3(d)         |                 | odpadnięcie  | odpadnięcie  | odpadnięcie  |
| 24 | 30.03.1952 Białystok | El. o II ligę - IIr.    | 1500           | W              | Gwardia Białystok     | 4:0            |                 | 2            | 0            | 0:4          |
| 25 | 6.04.1952 Białystok  | El. o II ligę - IIr.    | -              | D              | Gwardia Białystok     | 0:3(vo)        |                 | 2            | 0            | 0:7          |
| - rozgrywki ligowe, - rozgrywki pucharu polski, - rozgrywki pucharu ligi, - rozgrywki ligi europejskiej, - mecze barażowe lub eliminacyjne, - inne. Liczba meczów w sezonie:1 2 (wszystkie mecze na najwyższym poziomie rozgrywkowym)3 (wszystkie mecze w rozgrywkach ligowych bez baraży) , Puchar Polski: 2 (mecze Pucharu Polski na szczeblu centralnym)3 (wszystkie mecze w Pucharze Polski) |                      |                         |                |                |                       |                |                 |              |              |              |

- OZPN Białystok nie przystąpił do rozgrywek Pucharu Polski, w zamian rozegrano Puchar WKKF.

## Skład drużyny
Bramkarze: Józef Kościuk, Czesław Bielaczyc
obrońcy: Woktor Tofiło, Zenon Sosnowski, Leon Łupaczyk, Michał Spejchler, Jan Koper, Zygmunt Karpowicz
pomocnicy: Sergiusz Nizniczenko, Bernard Dryll, Józef Pańkowski, Jerzy Szpuda, Jerzy Tarasiewicz, Marian Nikiel, Jerzy Mordasiewicz
napastnicy: Czesław Krygier, Henryk Rutkowski, Władysław Korniejew, Władysław Gałasiński, Edward Barański, Bogdan Jaświłko, Henryk Wszędyrówny, Zbigniew Krychoniak, Henryk Ogrodnik, Zenon Sańko, Stanisław Anuszkiewicz.